# Smedsgården (naturreservat)
Smedsgården är ett naturreservat i på Alnön i Sundsvalls kommun i Västernorrlands län.
Området är naturskyddat sedan 1982 och är 4 hektar stort. Reservatet omfattar betes och ängsmarker om hört till jordbruksfastigheten Smedsgården på Alnön.

## Växt- och djurliv
I Smedsgårds naturreservat finns rikliga mängder av gullviva på våren. Andra blommor som växer här är bergviol, sandviol, vårlök, backsmörblomma, midsommarblomster och mörkt kungsljus. En blomma som är speciell för detta naturreservat är smånunneörten. Den är den enda växt som larverna av mnemosynefjärilen kan leva på. Fjärilsarten är hotad och finns enbart på ett fåtal platser.